# Präfektur Meknès

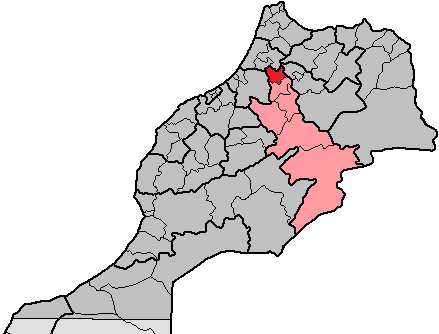
Präfektur Meknès in der Region Meknès-Tafilalet

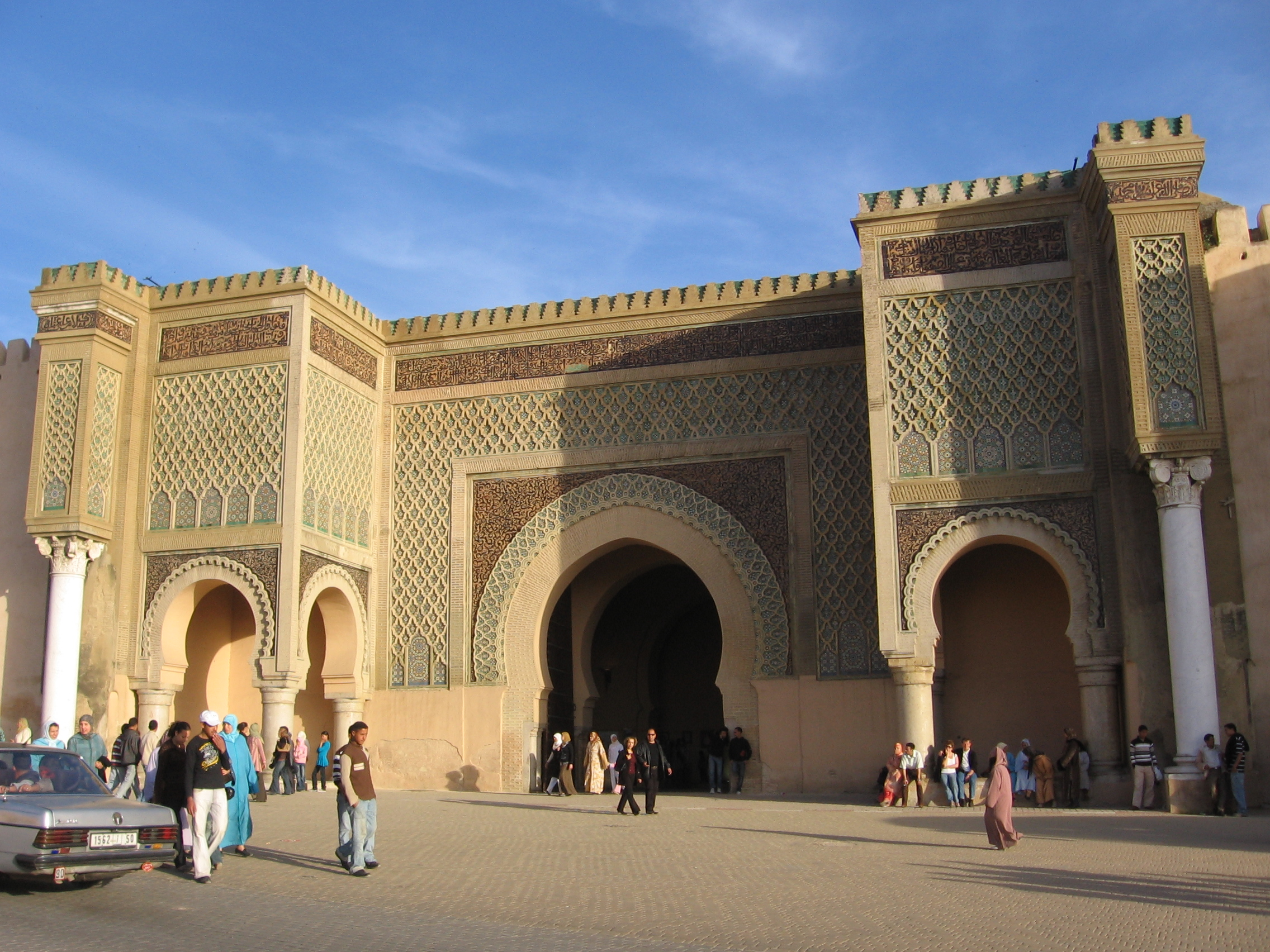
Meknès – Bab Mansour

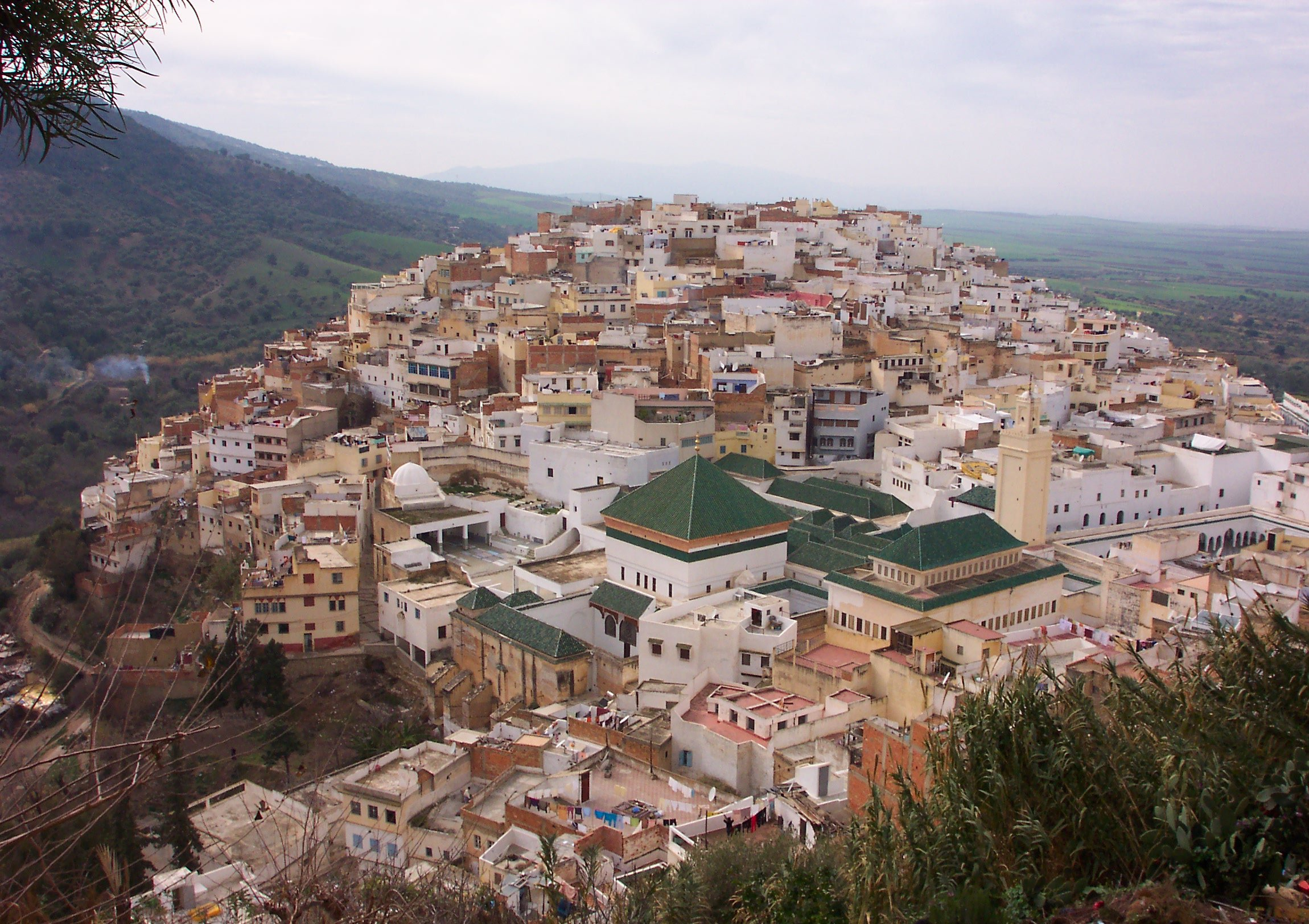
Moulay Idris

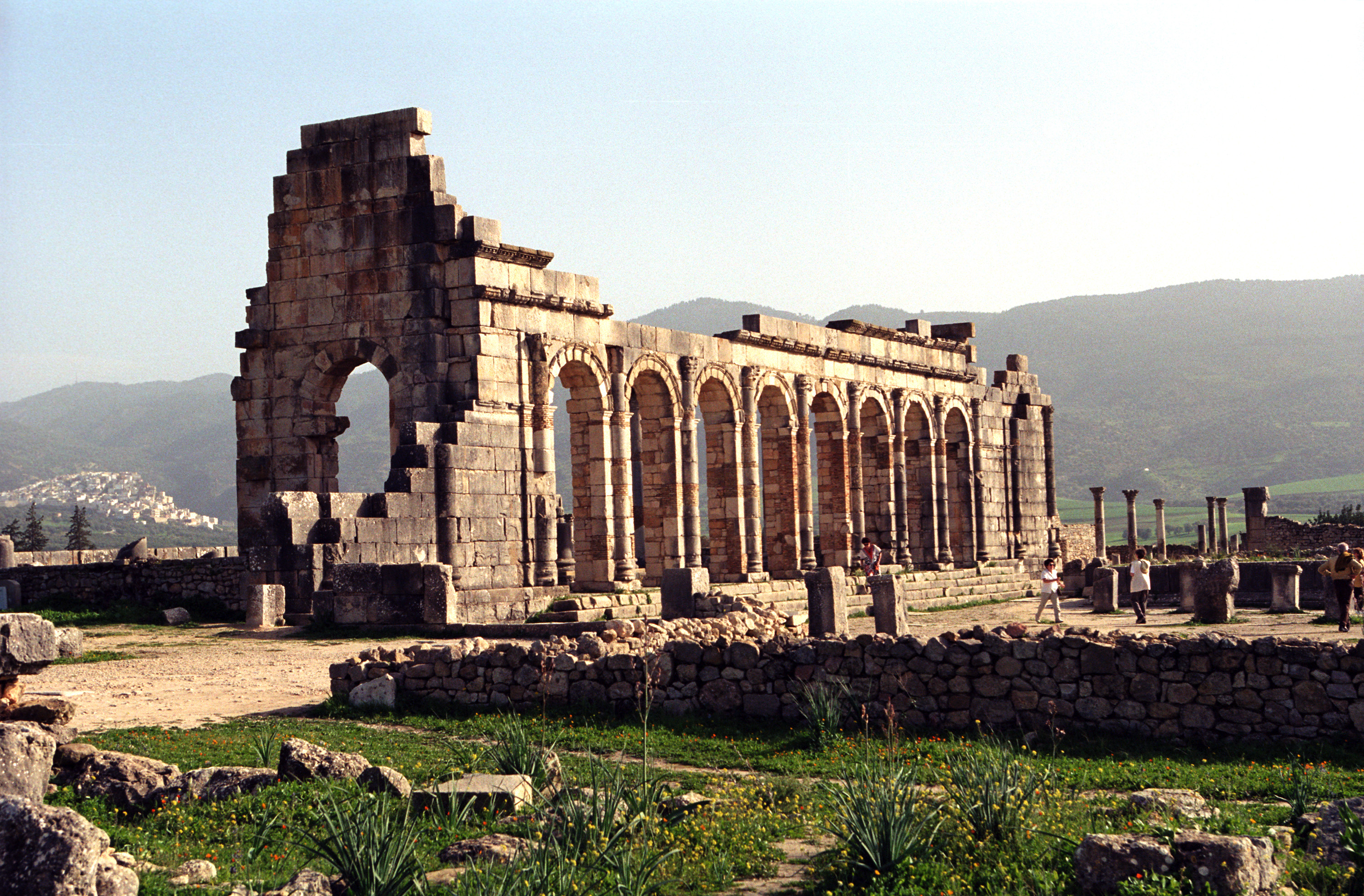
Volubilis – Basilica (im Hintergrund die Stadt Moulay Idris)

Meknès (arabisch عمالة مكناس تافيلالت) ist eine provinzunabhängige Präfektur Marokkos. Sie gehört seit der Verwaltungsreform von 2015 zur Region Fès-Meknès (davor Meknès-Tafilalet) und liegt in der Mitte des Landes, zwischen Rabat und Fès. Die Einwohnerzahl beträgt 713.609 (2004).

## Sehenswürdigkeiten
Von touristischem Interesse sind die Stadt Meknès selbst sowie der Pilgerort Moulay Idriss und die Ruinen der benachbarten Römerstadt Volubilis.

## Größte Orte
Die mit (M) gekennzeichneten Orte sind als Städte (Municipalités) eingestuft; bei den übrigen Orten handelt es sich um Landgemeinden (communes rurales) mit zahlreichen Dörfern.
| Gemeinde                    | Einwohner         | Einwohner         |
| Gemeinde                    | 2. September 1994 | 2. September 2004 |
| --------------------------- | ----------------- | ----------------- |
| Meknès (M)                  | 392.972           | 469.169           |
| Al Machouar - Stinia (M)    | 8.061             | 5.387             |
| Boufakrane (M)              | 4.223             | 6.326             |
| Toulal (M)                  | 12.668            | 13.852            |
| Moulay Idris (M)            | 12.519            | 12.611            |
| Ouislane (M)                | 28.687            | 47.824            |
| Aïn Jemaa                   | 12.942            | 13.146            |
| Aïn Karma                   | 9.133             | 9.738             |
| Aïn Orma                    | 3.707             | 3.716             |
| Aït Ouallal                 | 5.532             | 5.455             |
| Dar Oum Soltane             | 5.353             | 6.104             |
| Oued Rommane                | 6.515             | 6.076             |
| Dkhissa                     | 11.353            | 13.531            |
| Majjate                     | 10.841            | 8.514             |
| M'Haya                      | 16.896            | 21.112            |
| Oued Jdida                  | 12.703            | 13.634            |
| Sidi Slimane Moul Al Kifane | 8.934             | 15.136            |
| Charqaoua                   | 5.154             | 5.540             |
| Karmet Ben Salem            | 5.034             | 4.180             |
| Mrhassiyine                 | 8.212             | 7.774             |
| N'Zalat Beni Amar           | 9.471             | 8.609             |
| Oualili                     | 6.594             | 6.151             |
| Sidi Abdallah al Khayat     | 10.097            | 10.014            |
| Summen                      | 608.441           | 713.609           |